# Paavo Korhonen
Paavo Jaakko Matias Korhonen (ur. 5 czerwca 1928 w Joutseno, zm. 29 września 2019) – fiński dwuboista klasyczny i biegacz narciarski, złoty medalista mistrzostw świata w kombinacji.

## Kariera
Korhonen reprezentował barwy klubu Joutsenon Kullervo. W 1952 roku wystartował na igrzyskach olimpijskich w Oslo, gdzie w biegu na 18 km techniką klasyczną zajął czternaste miejsce. Na tych samych igrzyskach wystartował w kombinacji, uzyskując szósty wynik na skoczni oraz drugi na trasie biegu, co dało mu ostatecznie czwarte miejsce. Walkę o brązowy medal przegrał z reprezentantem Norwegii Sverre Stenersenem. Dwa lata później, podczas mistrzostw świata w Falun zajął 23. miejsce w biegu na 15 km.
Ponownie blisko medalu Korhonen znalazł się na igrzyskach olimpijskich w Cortinie d’Ampezzo w 1956 roku. Siedemnaste miejsce w skokach oraz drugi czas biegu dały mu kolejne czwarte miejsce. Brązowy medal zgarnął tym razem Polak Franciszek Gąsienica Groń, który okazał się lepszy od Fina o nieco ponad 1 punkt. Największy sukces w karierze osiągnął podczas mistrzostw świata w Lahti w 1958 roku, gdzie wywalczył złoty medal w kombinacji. Brał także udział w igrzyskach olimpijskich w Squaw Valley w 1960 roku, gdzie był dziewiąty.
Ponadto Korhonen zwyciężył w zawodach kombinacji norweskiej podczas Holmenkollen Ski Festival w 1957 roku.

## Osiągnięcia w kombinacji

### Igrzyska olimpijskie
| Miejsce | Dzień       | Rok  | Miejscowość       | Konkurencja              | Wynik zwycięzcy | Strata      | Zwycięzca        |
| ------- | ----------- | ---- | ----------------- | ------------------------ | --------------- | ----------- | ---------------- |
| 4.      | 18 lutego   | 1952 | Oslo              | Indywidualnie K-72/18 km | 451,621 pkt     | -16,894 pkt | Simon Slåttvik   |
| 4.      | 31 stycznia | 1956 | Cortina d’Ampezzo | Indywidualnie K-80/15 km | 455,000 pkt     | -19,403 pkt | Sverre Stenersen |
| 9.      | 22 lutego   | 1960 | Squaw Valley      | Indywidualnie K-80/15 km | 457,952 pkt     | -22,968 pkt | Georg Thoma      |

### Mistrzostwa świata
| Miejsce | Dzień   | Rok  | Miejscowość | Konkurencja              | Wynik zwycięzcy | Strata | Zwycięzca |
| ------- | ------- | ---- | ----------- | ------------------------ | --------------- | ------ | --------- |
| 1.      | 3 marca | 1958 | Lahti       | Indywidualnie K-90/18 km | 448,500 pkt     | -      | -         |

## Osiągnięcia w biegach

### Igrzyska olimpijskie
| Miejsce | Dzień     | Rok  | Miejscowość | Konkurencja             | Wynik zwycięzcy | Strata | Zwycięzca        |
| ------- | --------- | ---- | ----------- | ----------------------- | --------------- | ------ | ---------------- |
| 14.     | 18 lutego | 1952 | Oslo        | 18 km stylem klasycznym | 1:01:34         | +3:56  | Hallgeir Brenden |

### Mistrzostwa świata
| Miejsce | Dzień     | Rok  | Miejscowość | Konkurencja             | Wynik zwycięzcy | Strata | Zwycięzca        |
| ------- | --------- | ---- | ----------- | ----------------------- | --------------- | ------ | ---------------- |
| 23.     | 17 lutego | 1954 | Falun       | 15 km stylem klasycznym | 55:26           | +3:31  | Veikko Hakulinen |